# Deelalgebra
In de abstracte algebra, een deelgebied van de wiskunde, betekent het woord "algebra" meestal een vectorruimte of moduul, die is uitgerust met een additionele bilineaire operatie. Algebra's komen in de universele algebra veel meer voor: ze zijn een algemene vorm van alle algebraïsche structuren. In beide contexten is een deelalgebra een deelverzameling van een algebra, die gesloten is onder al haar operaties en die de geïnduceerde operaties draagt.